# Elektrizitätsstraße 35 (Mönchengladbach)

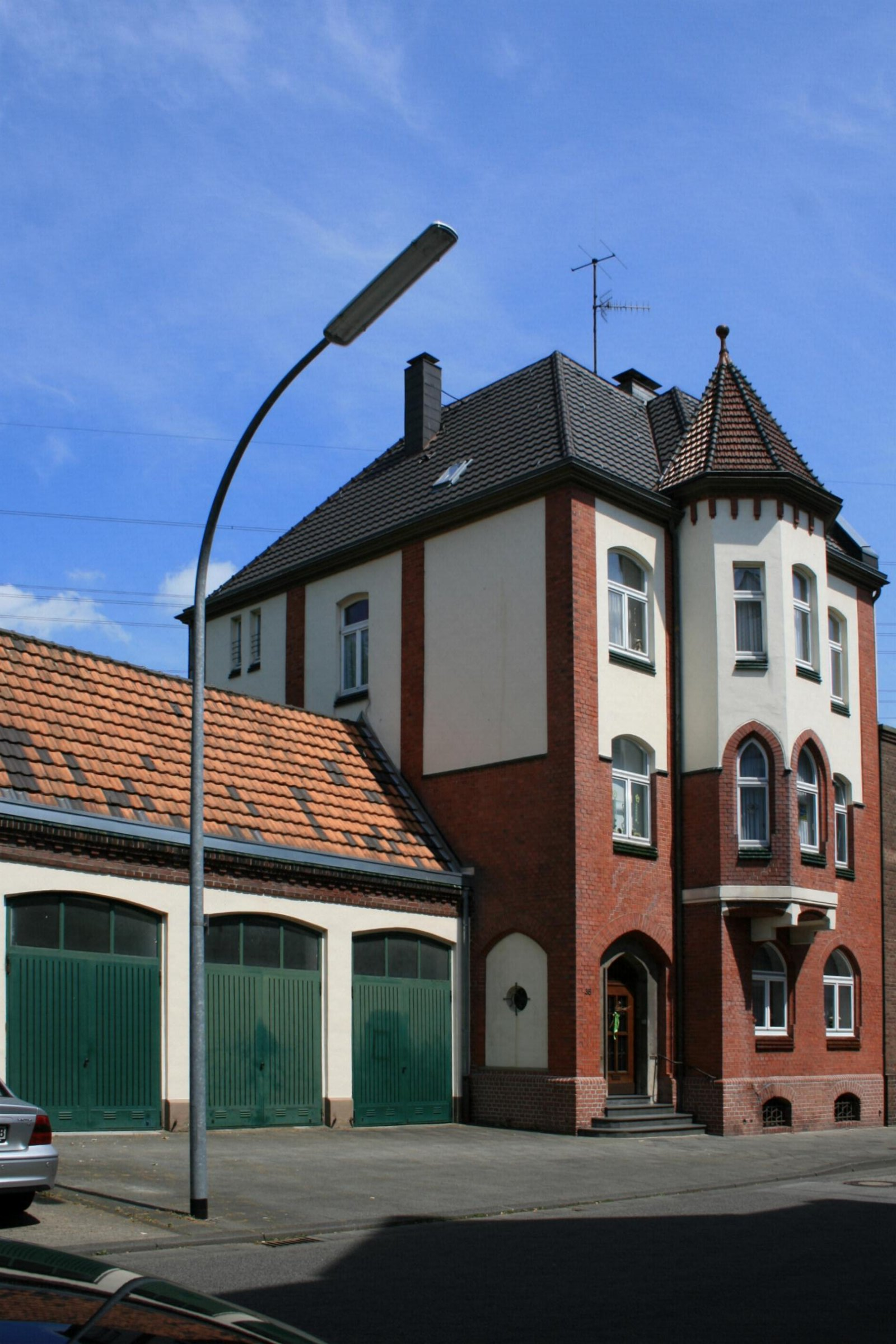
Wohnhaus mit Garagenanbau (2010)

Das Wohnhaus Elektrizitätsstraße 35 mit Garagenanbau steht im Stadtteil Rheydt in Mönchengladbach (Nordrhein-Westfalen).
Das Haus wurde um die Jahrhundertwende erbaut. Es ist unter Nr. E 018 am 29. August 1988 in die Denkmalliste der Stadt Mönchengladbach eingetragen worden.

## Architektur
Die Gebäudekomplexe der Niederrheinischen Licht- und Kraftwerke AG befinden sich zurückversetzt quer zur Ausfallstraße nach Odenkirchen innerhalb eines um die Jahrhundertwende entstandenen Industriegebietes.
Das dreigeschossige Wohnhaus aus Backstein ist Teil eines Denkmalensembles aus den Resten eines umfangreichen Gebäudekomplexes. Farblich abgesetzte Putzfelder, hochrechteckige Fensteröffnungen – alternierend segment- oder spitzbogig überdeckt – sind Gliederungselemente des Hauses. Gestalterisch akzentuiert eingesetzt ist der von einem Zeltdach überhöhte und von Konsolen gestützte geschossübergreifende Erker im risalitartig vorgezogenen rechten Fassadenabschnitt.